# La Neuveville
La Neuveville (do roku 1948 oficiálně Neuveville) je obec v okrese Bernský Jura v kantonu Bern ve Švýcarsku. Žije zde přibližně 3 700 obyvatel.

## Geografie
La Neuveville leží v nadmořské výšce 434 m, vzdušnou čarou 14 km jihozápadně od města Biel/Bienne, přibližně na půli cesty mezi městy Biel a Neuchâtel, na jihozápadním břehu Bielského jezera. Obec se rozkládá na úzkém pásu země u jezera pod horským svahem na jižním úpatí Jury. Součástí La Neuveville je vesnice Schafis (francouzsky Chavannes) v nadmořské výšce 440 m n. m. na břehu Bielského jezera jihozápadně od Ligerzu a několik jednotlivých farem. Nad ní se rozkládá náhorní plošina Montagne de Diesse (německy Tessenberg).
Zemědělská oblast obce o rozloze 6,8 km² zahrnuje část strmého jižního svahu La Côte a 4,5 km dlouhý pás pobřeží Bielského jezera mezi Le Landeron a Ligerz. Západní hranici tvoří říčka Ruisseau de Vaux, která se vlévá z náhorní plošiny Plateau de Diesse do Bielského jezera. Na severu obec zasahuje do zalesněné antiklinály, která odděluje bývalé rašeliniště Montagne de Diesse od jezera Biel. Nejvyšší bod La Neuveville, 926 m n. m., se nachází v Sur la Roche. V roce 1997 tvořila 15 % rozlohy obce zastavěná plocha, 63 % lesy a lesní pozemky, 21 % zemědělské plochy a méně než 1 % neproduktivní půda.
Sousedními obcemi La Neuveville jsou Ligerz a Plateau de Diesse v kantonu Bern a Lignières a Le Landeron v kantonu Neuchâtel.

## Historie

Letecký pohled (1949)

La Neuveville založil v roce 1312 basilejský kníže-biskup Gérard de Vuippens jako nové město nedaleko hranic s hrabstvím Neuchâtel, aby zde ubytoval uprchlíky z vesnice La Bonneville v údolí Val de Ruz, kterou krátce předtím zničil Rudolf IV. z Neuchâtelu. Proto se La Neuveville zpočátku nazývalo La Bonneville. První městská práva získalo město v roce 1318 a v roce 1342 byla podepsána mírová smlouva. V roce 1388 uzavřelo město smlouvu o hradních právech s městem Bern a v roce 1395 smlouvu s Bielem, protože si chtělo zajistit nezávislost na Neuchâtelu. V 16. století zastával majitel hradu Schlossberg kromě vojenské funkce také úřad starosty města La Neuveville.
V letech 1798–1815 patřilo městečko Francii a bylo podřízeno nejprve départementu Mont-Terrible a od roku 1800 départementu Haut-Rhin. Po Vídeňském kongresu v roce 1815 připadlo spolu s územím basilejského knížecího biskupství kantonu Bern a patřilo k okresu Erlach. V roce 1846 se stalo hlavním městem nově založeného okresu La Neuveville.

## Obyvatelstvo

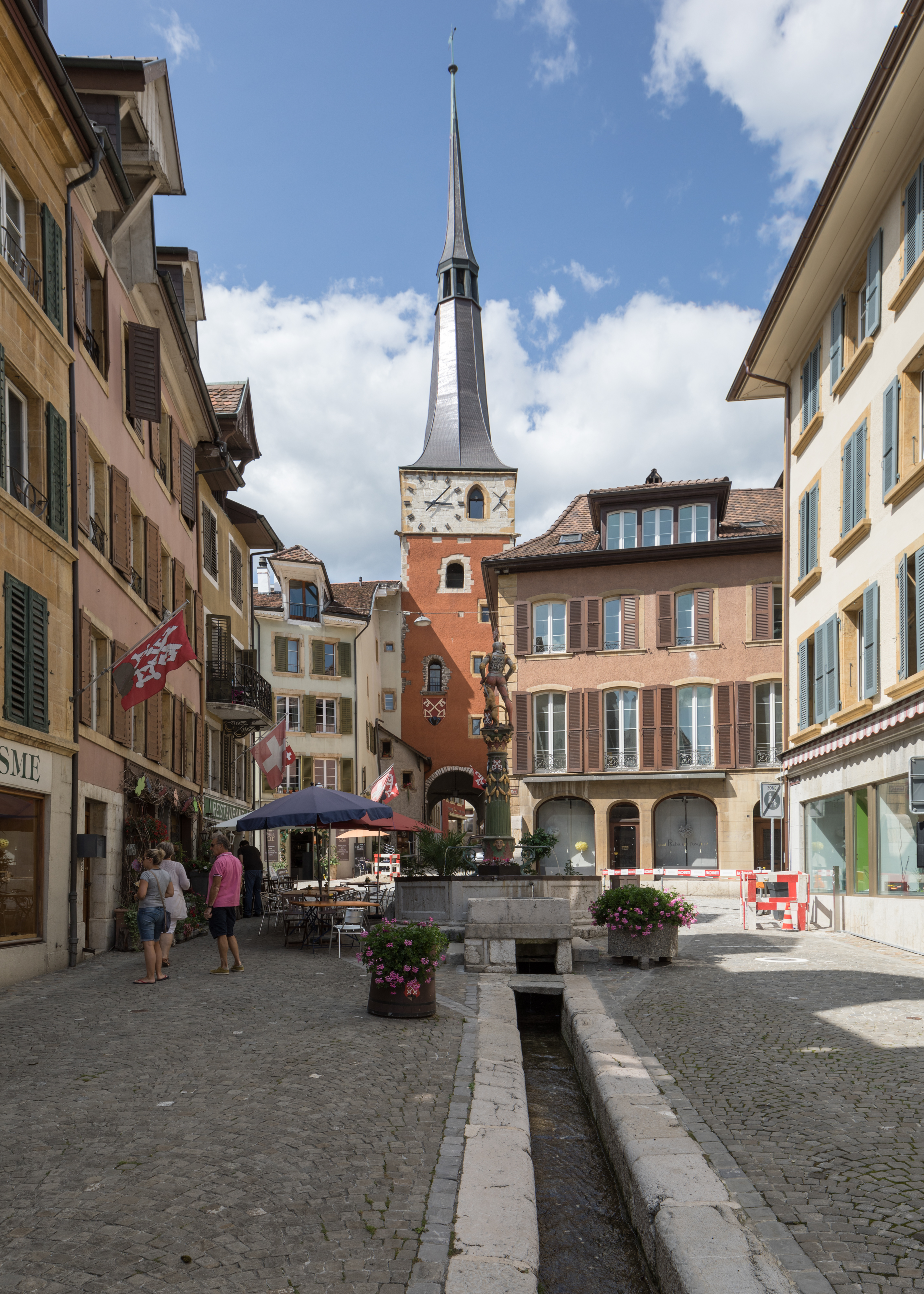
Centrum města

K 31. prosinci 2022 v obci žilo 3798 obyvatel. Z celkového počtu obyvatel je 76,8 % francouzsky mluvících, 15,7 % německy mluvících a 2,9 % italsky mluvících (údaj z roku 2000). Počet obyvatel La Neuveville se do roku 1970 neustále zvyšoval. V důsledku hospodářské krize v 70. letech 20. století byl zaznamenán výrazný pokles. Od té doby dochází pouze k relativně malým výkyvům.
| Vývoj počtu obyvatel | Vývoj počtu obyvatel | Vývoj počtu obyvatel | Vývoj počtu obyvatel | Vývoj počtu obyvatel | Vývoj počtu obyvatel | Vývoj počtu obyvatel | Vývoj počtu obyvatel | Vývoj počtu obyvatel | Vývoj počtu obyvatel | Vývoj počtu obyvatel | Vývoj počtu obyvatel |
| -------------------- | -------------------- | -------------------- | -------------------- | -------------------- | -------------------- | -------------------- | -------------------- | -------------------- | -------------------- | -------------------- | -------------------- |
| Rok                  | 1850                 | 1900                 | 1910                 | 1930                 | 1950                 | 1960                 | 1970                 | 1980                 | 1990                 | 2000                 |                      |
| Počet obyvatel       | 1719                 | 2248                 | 2296                 | 2535                 | 2709                 | 3216                 | 3917                 | 3519                 | 3324                 | 3445                 |                      |

## Hospodářství
La Neuveville se v průběhu 19. století vyvinulo z malého venkovského městečka v průmyslovou obec. Dnes je zde mnoho pracovních míst v přesném strojírenství, ve výrobě přesných zařízení, ve stavebnictví a v menších podnicích v různých průmyslových odvětvích. Velmi důležitý je také sektor služeb, který tvoří 50 % pracovní síly. Pro La Neuveville je důležité vinařství; svah na severozápadním břehu Bielského jezera, který je optimálně vystaven slunečnímu záření, je porostlý vinnou révou.

## Doprava
Obec má dobré dopravní spojení. Leží na dálnici A5, která spojuje Biel s Neuchâtelem a odlehčuje centru města od průjezdné dopravy.
Dne 3. prosince 1860 byla slavnostně otevřena železniční trať z Bielu do Le Landeron, která je součástí dnešní trati do podhůří Jury.
Z La Neuveville jezdí poštovní autobusová linka do obcí na Montagne de Diesse.
Město má malý přístav na Bielském jezeře a je napojeno na síť pravidelných lodních linek na jezeře.